# 552 Sigelinde
552 Sigelinde è un asteroide della fascia principale del diametro medio di circa 77,56 km. Scoperto nel 1904, presenta un'orbita caratterizzata da un semiasse maggiore pari a 3,1526576 UA e da un'eccentricità di 0,0831892, inclinata di 7,70745° rispetto all'eclittica.
Sigelinde è un personaggio dell'opera La Valchiria, di Richard Wagner.